# Alfonso Carafa

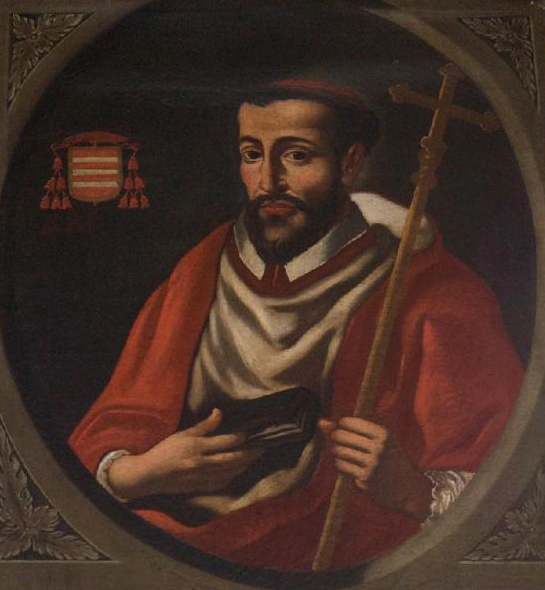
Alfonso Carafa, kardinaal-aartsbisschop van Napels

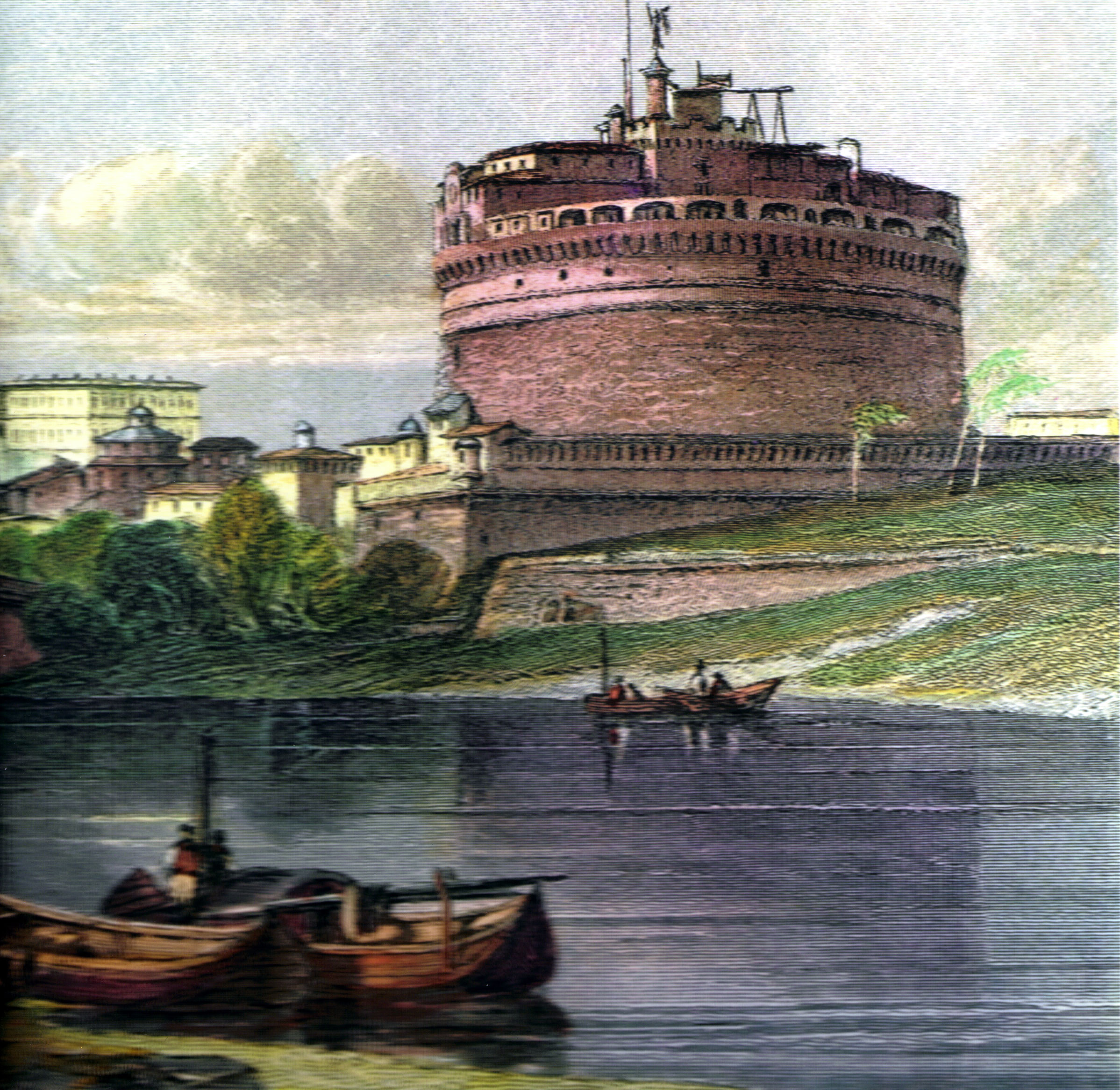
Hij bracht een jaar door in gevangenschap in de Engelenburcht in Rome (1560-1561)

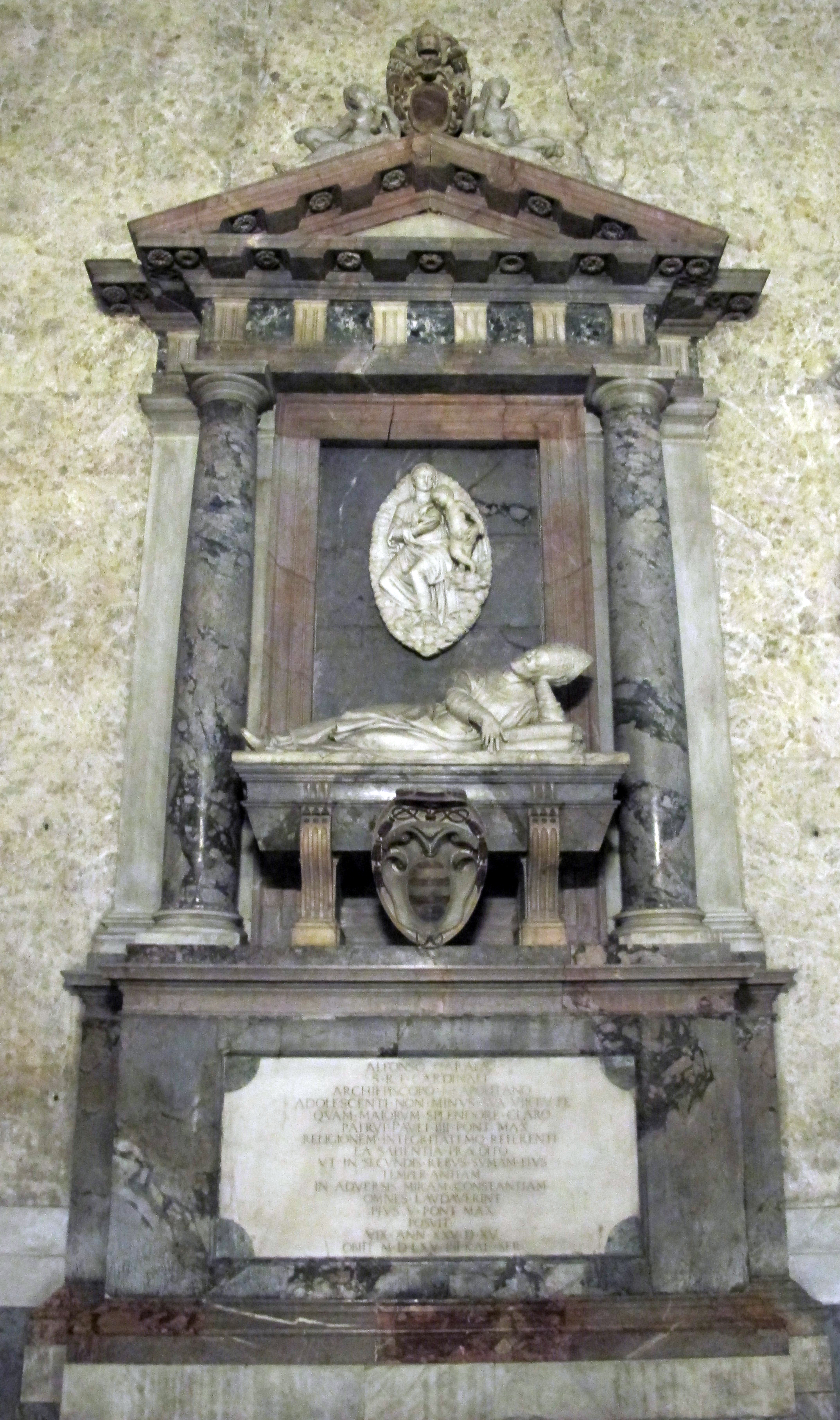
Praalgraf in de kathedraal van Napels

Alfonso Carafa (Napels, 16 juli 1540 – aldaar, 29 augustus 1565) was een invloedrijke kardinaal in de pauselijke hofhouding van zijn oudoom Paulus IV. Hij ijverde voor de belangen van het koninkrijk Napels en zijn familie in de Curie. Nadat hij in ongenade was gevallen, eindigde hij zijn carrière als aartsbisschop van Napels (1557-1565).

## Levensloop

### Met zijn oudoom
De familie Carafa of Caraffa was een vooraanstaande familie in de stad Napels en het koninkrijk Napels. Zij telde meerdere prelaten. De ouders van Alfonso Carafa waren Antonio Carafa, de latere markies van Montebello, en Brianna Beltrame. Zijn ouders stuurden de 8-jaar oude Alfonso naar Rome (1548). Zijn oudoom Gian Pietro Carafa, de latere paus Paulus IV, voedde hem op. In de hofhouding van zijn oudoom kreeg hij onderwijs in letteren en de Klassieke Oudheid; ook zijn oudoom gaf hem lessen. De tienerjongen werd geheim kamerheer bij zijn oudoom; tevens was hij in titel (en in inkomen) kanunnik van de kathedraal van Napels.
In 1555 werd zijn oudoom verkozen tot paus. Carafa was ontgoocheld dat hij van zijn oudoom geen kardinaalshoed kreeg. Pas in 1557 werd Carafa kardinaal, op niveau van diaken. Carafa kreeg de diakenwijding en het aartsbisdom Napels viel hem te beurt. Omdat hij te jong was voor het ambt van aartsbisschop werd Carafa benoemd als administrator van Napels. Dit bezorgde hem eveneens een inkomen naast dat van kardinaal die in Rome resideerde. Andere inkomsten die de tienerkardinaal kreeg van paus Paulus IV waren (1559): prebenden als titulair abt van de rijke abdij San Stefano del Como dei Santi Vittore e Costanzo in het markiezaat van Saluzzo (1559); titulair abt van Santa Maria di Tubenna in het bisdom Salerno; titulair abt van Santa Maria di Mirasole in het bisdom Lodi; gouverneur van drie steden in de Pauselijke Staten: Sutri en Todi en Benevento. Hij was bovendien bibliothecaris van de Vaticaanse Bibliotheek (1559). In 1559 adviseerde hij het Heilige Roomse Rijk over de machtsovername van keizer Ferdinand I, die keizer Karel V opvolgde. Op vraag van zijn oudoom zaaide hij twijfel over het katholieke geloof van Ferdinand bij de Duitse bisschoppen. De paus beloonde zijn trouwe kleinneef met 4.000 gouden dukaten (1559).
De macht en welstand van de kardinaal-nepoot Alfonso Carafa groeiden. Dit gold ook voor de rest van de familie Carafa. Ze werden rijkelijk voorzien door het nepotisme van de renaissancepaus Paulus IV, die hun oudste familielid was. Zo was zijn oom Carlo Carafa ook kardinaal aan het pauselijke hof. Carafa zelf had als kardinaal achtereenvolgens de volgende vier titelkerken in Rome: De San Nicola in Carcere, de Santa Maria in Portico, de Santa Maria in Domnica en de Santi Giovanni e Paolo. De kardinaal-diaken Carafa reisde als legatus a latere naar koning Filips II van Spanje om de belangen van Napels en van de familie Carafa te verzekeren (1557-1558).
In 1558 bereikte Carafa het hoogtepunt van zijn macht binnen de Curie. Hij werd regent van de Apostolische Kamer. Deze functie in de Curie bestond tevoren niet. Zijn oudoom creëerde dit ambt speciaal voor hem. Tot dan had het Consistorie van kardinalen uit Romeinse families de macht over de Apostolische Kamer. Families zoals de Colonna en Guidi zagen het met lede ogen gebeuren.

### Na de dood van zijn oudoom
Een jaar later, in 1559, stierf paus Paulus IV Carafa. De macht van de familie Carafa in Rome was in vrije val. Giovanni Angelo Medici uit Milaan haalde de pausverkiezing en werd paus Pius IV. Paus Pius IV liet drie familieleden Carafa arresteren: Carafa zelf, zijn ooms kardinaal Carlo Carafa en officier Giovanni Carafa (1560). Zij werden opgesloten in de Engelenburcht in Rome. Carafa kon vanuit zijn cel horen hoe zijn oom en kardinaal Carlo Carafa gewurgd werd. Zijn andere oom werd onthoofd en het hoofd werd in Rome rondgedragen. Alfonso Carafa werd beschuldigd van diefstal van edelstenen uit het pauselijke paleis en van bezit van verboden boeken. Alfonso Carafa kon zich evenwel vrijkopen: hij beloofde 100.000 dukaten aan paus Pius IV en tekende zijn ontslag als regent van de Apostolische Kamer (1561). Hij had alles samen één jaar in de gevangenis doorgebracht (1560-1561). 
Hij doolde vervolgens door Rome om aan de 100.000 dukaten te komen (1561-1562). Zijn familie in Napels bezorgde hem nauwelijks geld. Bankiers uit Firenze benaderden hem om zijn welstellende abdijen te verpanden en hem zo hypotheekgeld te bezorgen. Ook organiseerde Carafa een methode om de kerkbelasting uit Napels aan de paus te bezorgen. In 1562 arresteerde de pauselijke militie de Fransman Jean de la Save. De la Save werkte op de Curie en bezat bezwarende documenten over Carafa. Carafa vluchtte de Pauselijke Staat uit. 
Eenmaal aangekomen in het koninkrijk Napels vroeg hij bescherming van Filips II van Spanje, de koning van Napels. Deze kende Carafa nog van zijn periode als ambassadeur in Madrid. De paus vaardigde een arrestatiebevel uit tegen Carafa doch Filips II weigerde het uit te voeren. In 1562-1563 kon Carafa het Concilie van Trente meemaken, zonder gearresteerd te worden. Het Concilie van Trente was het katholieke antwoord op de Reformatiebewegingen in Europa.
Er restte Carafa niets anders over dan residerend aartsbisschop te worden in zijn aartsbisdom, Napels. De kardinaal-aartsbisschop liet zich in 1564 tot priester wijden – want dat was hij nog altijd niet-. Nadien moest hij zich nog laten wijden tot aartsbisschop om in orde te zijn met de besluiten van het Concilie van Trente. Voor aartsbisschop was Carafa nog steeds te jong: hij was slechts 24 jaar en een aartsbisschop moest minstens 27 jaar zijn. Paus Pius IV gaf hem dispensatie vanuit Rome. Tevens ontnam de paus hem de abdij van San Stefano del Como (1565).
In 1565 organiseerde Carafa in Napels een synode om de besluiten van het Concilie van Trente uit te voeren in zijn aartsbisdom. Dit hield onder meer in meer kerkelijke discipline in de kloosters van Napels en een vervolging van ketters. Zo liet Carafa twee mannen onthoofden: Gianfrancesco Alois en Gianbernardino Gargano; zij werden veroordeeld wegens ketterij volgens de predikingen van onderpastoor Campagna. Het protest van de steden in het koninkrijk Napels was groot: ze vreesden immers dat Carafa op het punt stond de Inquisitie te installeren in Napels. Campagna kon Napels ontvluchten en zocht onderkomen bij paus Pius IV.
In de zomer van 1565 had Carafa talrijke koortsaanvallen. Hij stierf datzelfde jaar nog. Hij was 25 jaar. Onmiddellijk ging het gerucht in Rome en in Duitse steden dat paus Pius IV de vergiftiging had bevolen. Vooral Hans Fugger, een bankier van de keizer, verspreidde dit gerucht. Pius IV haastte zich om dit ontkennen en prees de verdiensten van kardinaal-aartsbisschop Carafa in de Curie.
- Biblioteca Nacional de España: XX5201846
- Gemeinsame Normdatei: 119511754
- International Standard Name Identifier: 0000 0000 6121 7749
- Library of Congress Control Number: n97084989
- Nationale Bibliotheek van Israël: 987007499004905171
- SNAC: w6625349
- Système universitaire de documentation: 128897341
- Virtual International Authority File: 74664729
- WorldCat: E39PBJxd4xx6R4X48J37Y3xJjC